# Un homme de têtes
Un homme de têtes ist ein französischer Stummfilm aus dem Jahr 1898 von Georges Méliès. Der Film entstand in den Filmstudios von Star Film.

## Handlung
Ein Zauberer klont viermal seinen eigenen Kopf und setzt ihn auf eine Tischplatte, von der aus er zum Publikum lächelt. Danach spielt der Zauberer Banjo und lässt die Köpfe wieder verschwinden.

## Hintergrundinformationen
Der Film wurde in Amerika unter dem Titel Four Heads Are Better Than One vermarktet und durch mehrere Filmfirmen wie die Selig Polyscope Company, S. Lubin und die Edison Manufacturing Company vertrieben.